# Niente più di me
Niente più di me è un brano musicale del cantante italiano Marco Carta, pubblicato il 10 settembre 2010 come secondo singolo estratto dal suo terzo album di inediti Il cuore muove. Il brano, dalle classiche tonalità pop del cantante, è stato scritto da Federica Camba e Daniele Coro.

Il cantante in merito al brano ha dichiarato:
(Marco Carta)

## Il video
Il video musicale, per la regia di Gaetano Morbioli, vede come protagonista dello stesso, un giovanissimo ragazzino di colore di nome Marcel che giorno dopo giorno aspetta che qualcuno lo adotti in modo da riuscire a raggiungere il sogno di avere una famiglia felice nella quale vivere. La trama narrata nel video riflette a tratti la vera storia del cantante e il messaggio che vuole dare è che non bisogna mai perdere la speranza che giunga qualcuno a salvarci. Il video è stato girato a Verona all'interno del prestigioso Educandato Statale "Agli Angeli", sede non di un orfanotrofio bensì di un Liceo classico, tra i più antichi d'Italia. Tra i personaggi del video si possono infatti riconoscere alcuni collaboratori scolastici e lo stesso Ufficio di Presidenza dell'Educandato statale è stato coinvolto nelle riprese. Il video ha superato 1 000 000 di visualizzazioni.

## Tracce
Download digitale
1. Niente più di me - 3:47